# Nanase Aikawa
Nanase Aikawa, nota anche con lo pseudonimo di Rockstar Steady (相川 七瀬?, Aikawa Nanase; Osaka, 16 febbraio 1975), è una cantante giapponese.

## Discografia
- 1996 - Red
- 1997 - paraDOX
- 1998 - Crimson
- 1999 - I.D. (raccolta)
- 2000 - Foxtrot
- 2001 - The Last Quarter (EP)
- 2001 - Purãnã
- 2003 - ID:2 (raccolta)
- 2004 - 7 seven
- 2005 - The First Quarter (EP)
- 2005 - R.U.O.K?! (EP)
- 2009 - REBORN
- 2013 - Konjiki (今事紀)